# Nicolò Burzio
Nicolò Burzio, conosciuto anche come Burci o Burtius, (Parma, 1450 circa – Parma, 1528) è stato un teorico musicale italiano.

## Biografia
Nicolò Burzio è nato a Parma da una notabile famiglia. La data di nascita o quella di battesimo non sono note, ma si indica usualmente il 1450. Ricevette la prima educazione musicale nella città natale ad opera del teorico franco-fiammingo Giovanni Gallico da Namur, noto anche come Johannes Legiensis (da Liegi) o Johannes de Mantua, che era stato a sua volta allievo dell'umanista italiano Vittorino da Feltre presso la scuola della Ca' Giocosa a Mantova. A Parma Burzio fu ordinato sacerdote. Dopo il 1479 si trasferì a Bologna per studiare diritto canonico. Nella città felsinea stabilì rapporti personali con la cerchia di musicisti e teorici che ruotava attorno al maestro spagnolo Bartolomé Ramos de Pareja. Quando fu pubblicata la Musica practica (1482), l'unico trattato del teorico di Baeza, la relazione col Ramos de Pareja sfociò in aperta ostilità. Proprio all'indirizzo dello Spagnolo, il Burzio pubblicò presso gli editori Benedetto Ettore Faelli e Ugo Ruggeri la sua unica opera di argomento musicale, il Florum libellus (Bologna, Ruggeri-Faelli, 1487), noto anche come Musices opusculum, che rappresenta da un lato un'esposizione sommaria ma completa della teoria musicale rinascimentale, dall'altro un attacco virulento nei confronti delle innovazioni pedagogiche proposte da Ramos de Pareja. Il Florum Libellus si distingue in particolare per la difesa del metodo tradizionale di insegnamento musicale codificato da Guido d'Arezzo e dai guidonistae.
Negli anni successivi, forse sotto la protezione della famiglia Bentivoglio, si dedicò alla composizione di opere in prosa e in versi nelle quali mise in luce la sua erudizione letteraria; si conservano un panegirico della città di Bologna e della sua famiglia dominante, la Bononia illustrata (Bologna, 1494) e un compendio di mitografia, i Musarum nympharumque epitomata (Bologna, 1498). 
Prima del 1500 Burzio rientrò a Parma assumendo alcuni benefici. Viene infine ricordato per essere stato uno dei quattro guardiacoro presso la cattedrale cittadina. La data di morte è incerta, forse da collocarsi nell'anno 1528.

### Opere
- Florum libellus (o Musices opusculum), Bologna, Faelli-Ruggeri, 1487.
- Bononia illustrata, Bologna, de Benedictis, 1494.
- Musarum nympharumque epitomata, Bologna, de Benedictis, 1498.